# Mięsień prosty przyśrodkowy

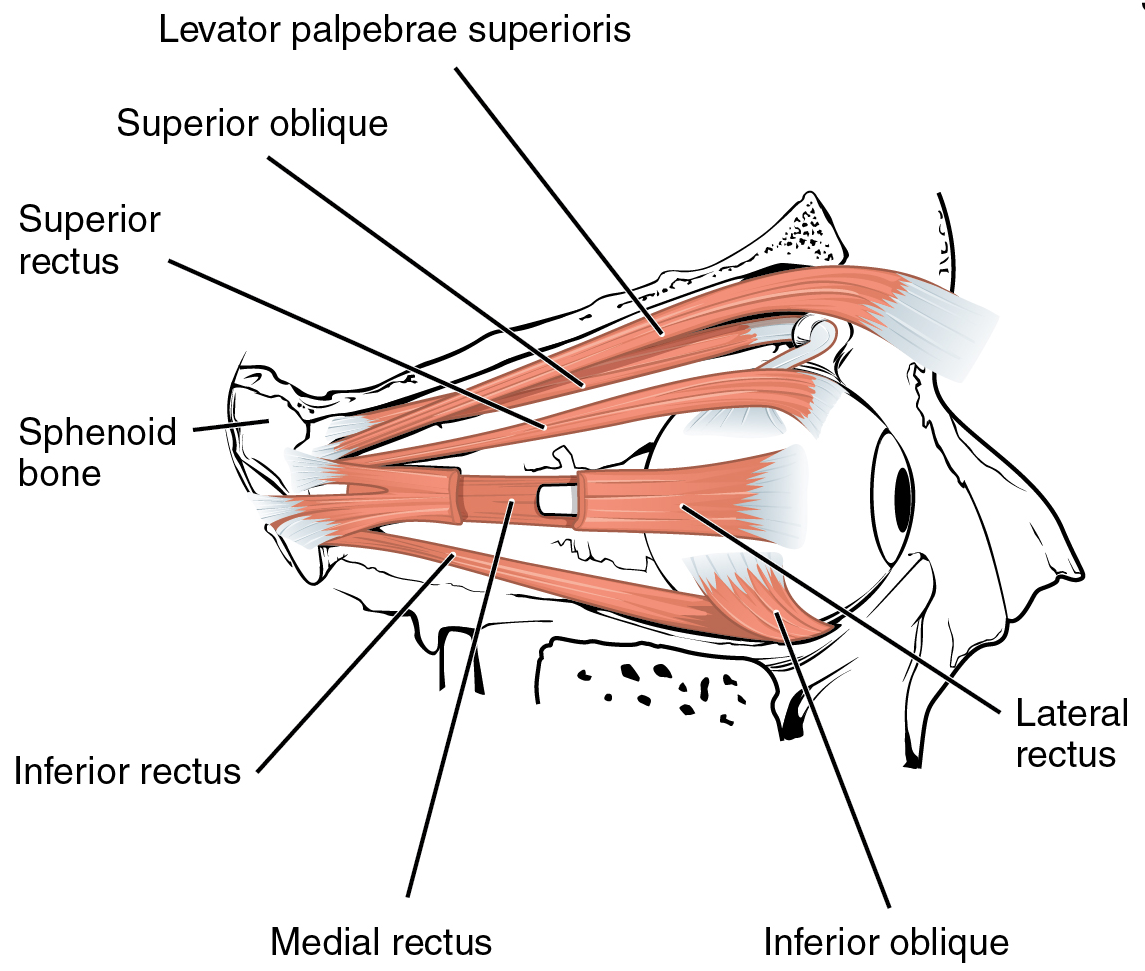
Mięśnie otaczające gałkę oczną (prawe oko). Mięsień prosty przyśrodkowy podpisany Medial rectus

Mięsień prosty przyśrodkowy (łac. musculus rectus medialis) – w anatomii człowieka jeden z mięśni zewnętrznych gałki ocznej, najszerszy z nich. Rozpoczyna się w odcinku przyśrodkowym pierścienia ścięgnistego wspólnego, przyśrodkowo i poniżej kanału wzrokowego, po czym biegnie wzdłuż przyśrodkowej ściany oczodołu, a następnie przyczepia się do twardówki przed równikiem gałki ocznej, 5,5 mm od rogówki.
Mięsień prosty przyśrodkowy unerwiony jest przez gałąź dolną nerwu okoruchowego, a unaczyniony przez gałęzie mięśniowe tętnicy ocznej.
Obraca biegun gałki ocznej przyśrodkowo (przywodzi). Działa w tym ruchu przeciwnie do mięśnia prostego bocznego.